# Gerardo Leibner
Gerardo Leibner (* 1965 in Montevideo) ist ein uruguayischer Historiker, der in Israel wirkt.

## Leben
Leibner promovierte an der Universität Tel Aviv und ist seit 1999 Dozent am Lateinamerikanischen Sverdlin-Institut derselben Universität. Zu seinen Forschungsgebieten gehört die politische und Sozialgeschichte Perus, die Geschichte der modernen politischen Ideen in Lateinamerika sowie die sozialen und kulturellen Dimensionen politischer Bewegungen.

## Werke (Auswahl)
Leibners bekannteste Schriften sind El Mito del Socialismo Indígena en Mariátegui, Fondo editorial de la Pontificia universidad católica del Perú, 1999, ISBN 9972-42-165-1 (auf Spanisch)  und The Emergence of Mass Politics in Peru, 1895-1932 (auf Hebräisch). Außerdem:
- Camaradas y compañeros: una historia política y social de los comunistas del Uruguay, Verlag Ediciones Trilce, 2011, ISBN 9974-32-577-3[2]